# Luigi Norfini
Luigi Norfini (Pescia, 1º giugno 1825 – Lucca, 21 aprile 1909) è stato un pittore italiano.

## Biografia
Luigi Norfini nacque da Elisabetta Bartoli e Giuseppe Norfini, insegnante di ostetricia a Pisa e, successivamente, direttore dell'Ospizio di maternità a Firenze. Nel 1834 si iscrisse alle Scuole pie fiorentine dei padri scolopi e nel 1841 iniziò a frequentare l'Accademia di belle arti di Firenze, dove perfezionò le sue capacità sotto la guida di Giuseppe Bezzuoli. 
Nel 1848 interruppe gli studi artistici presso la scuola di Luigi Mussini e Adolf von Stürler per arruolarsi come volontario nel I Battaglione Fiorentino. Combatté insieme al fratello Alessandro nella Prima guerra d'indipendenza italiana, prendendo parte alla Battaglia di Curtatone e Montanara come caporale. Tornato dal fronte, una volta conclusi gli studi, aprì una sua bottega. Durante le frequentazioni del Caffè Michelangelo, oltre a ritrovare l'amico Stefano Ussi, conobbe molti esponenti intellettuali toscani, come Angiolo Tricca e Carlo Collodi.
Recatosi a Torino nel 1849, consolidò rapporti con Massimo d'Azeglio e Camillo Benso Conte di Cavour. Divenne noto alla Corte Reale grazie al generale Carlo Felice Nicolis, conte di Robilant, tanto che nel 1859 gli fu commissionato da parte del Governo provvisorio di Toscana il primo quadro, dal titolo La Battaglia di Novara: l'opera fu esposta all'inaugurazione di una mostra al Palazzo di Brera a Milano l'8 settembre 1859 e acquistata da Bettino Ricasoli per donarla al re Vittorio Emanuele II.

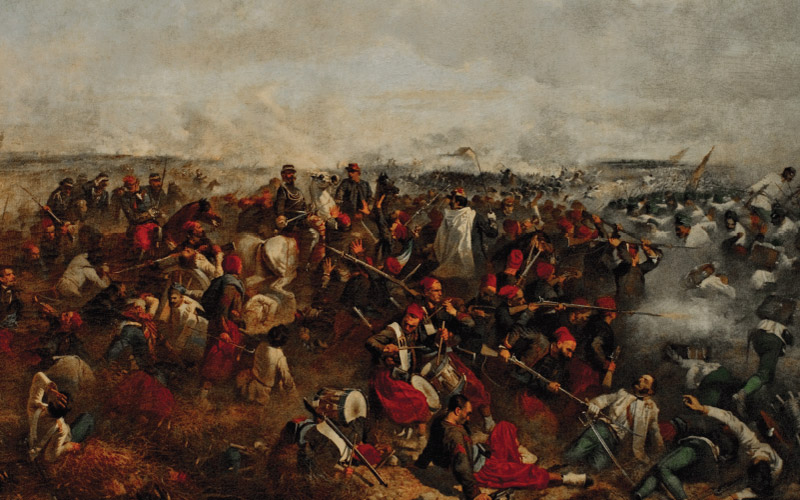
Battaglia di Palestro, 1863, Palazzo del Quirinale, Roma

 Sempre nel 1859, Norfini si aggiudicò il secondo posto in un concorso bandito dal Governo Toscano al fine di promuovere, attraverso il lavoro degli artisti, un sentimento di coesione nazionale a ridosso dell'Unità d'Italia. Il quadro che gli procurò il secondo premio fu Ritratto postumo di Silvio Pellico, Firenze, Palazzo Pitti, Galleria d'arte moderna.
Secondo Norfini stesso le due successive tele commissionategli dal re, Battaglia di Palestro (1863) e Battaglia di S. Martino (1874), «faranno parte della collezione di opere e documenti che si riferiscono al risorgimento d'Italia». Infatti fu sempre intenzione di Norfini di rappresentare la realtà dei suoi tempi, attraverso una precisa e vivida celebrazione degli episodi più patriottici che hanno costellato la storia dell'Unità. 

Sebbene avesse ricevuto la nomina di professore all'Accademia di belle arti di Firenze nel 1866, non vi insegnò, preferendo attendere la cattedra di Disegno e Pittura al Regio Istituto di belle arti di Lucca dove fece da insegnante a Cipriano Cei, Giorgio Lucchesi, Luigi De Servi, Francesco Fanelli, Italiano Franchi e altri, fino al 1897, anno in cui dovette abbandonare l'insegnamento per una malattia oculare. Per i legami creatisi con la vita culturale e sociale di Lucca, ne venne riconosciuto come cittadino onorario.

## Famiglia
La coniuge Eugenia Orlandi Cardini dette alla luce sette figli, tre dei quali (Giuseppe, Alfredo e Mario) furono allievi del padre al Reale Istituto di Belle Arti di Lucca.

## Onorificenze
- Nel 1863 fu nominato Cavaliere dei SS. Maurizio e Lazzaro